# Aeropuerto Internacional de Alexandria
El Aeropuerto Internacional de Alejandría o Alexandria International Airport (IATA: AEX, OACI: KAEX) es un aeropuerto público localizado en la Parroquia Rapides, Luisiana, Estados Unidos, a 4 millas (6 kilómetros) al oeste del centro de Alexandria. El aeropuerto es operado por "England Authority", también conocida como la "England Economic and Industrial Development District", una subdivisión independiente política del estado de Luisiana.
Antes de 1992, la instalación era conocida como England Air Force Base,que fue una de las primeras bases de la Fuerza Aérea de los Estados Unidos que se abrió durante la Segunda Guerra Mundial y fue utilizada durante la Guerra Fría.

## Instalaciones
El Aeropuerto Internacional de Alexandria cubre 2284 acres (924 ha) y dos pistas:
- Pista 14/32: 9,352 x 150 ft. (2,850 x 46 m), Superficie: Concreto
- Pista 18/36: 7,001 x 150 ft. (2,134 x 46 m), Superficie: Asfalto

## Aerolíneas

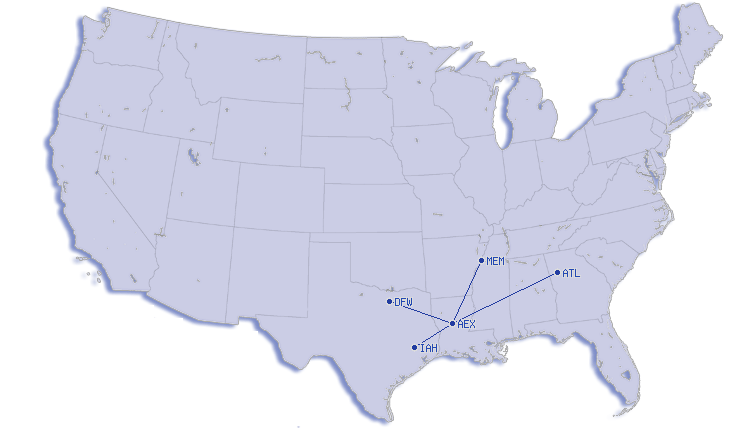
Destinos servidos desde el Aeropuerto Internacional de Alexandria (a agosto de 2008).

Cuatro aerolíneas comerciales sirven al AEX.  
- American Airlines
  - American Eagle (Dallas/Fort Worth)
- Continental Airlines
  - Continental Express operada por Chautauqua Airlines (Houston-Intercontinental)
  - Continental Express operada por ExpressJet Airlines (Houston-Intercontinental)
  - Continental Connection operada por Colgan Air (Houston-Intercontinental)
- Delta Air Lines
  - Delta Connection operada por Atlantic Southeast Airlines (Atlanta)
- Northwest Airlines
  - Northwest Airlink operada por Mesaba Airlines (Memphis)